# Хабар

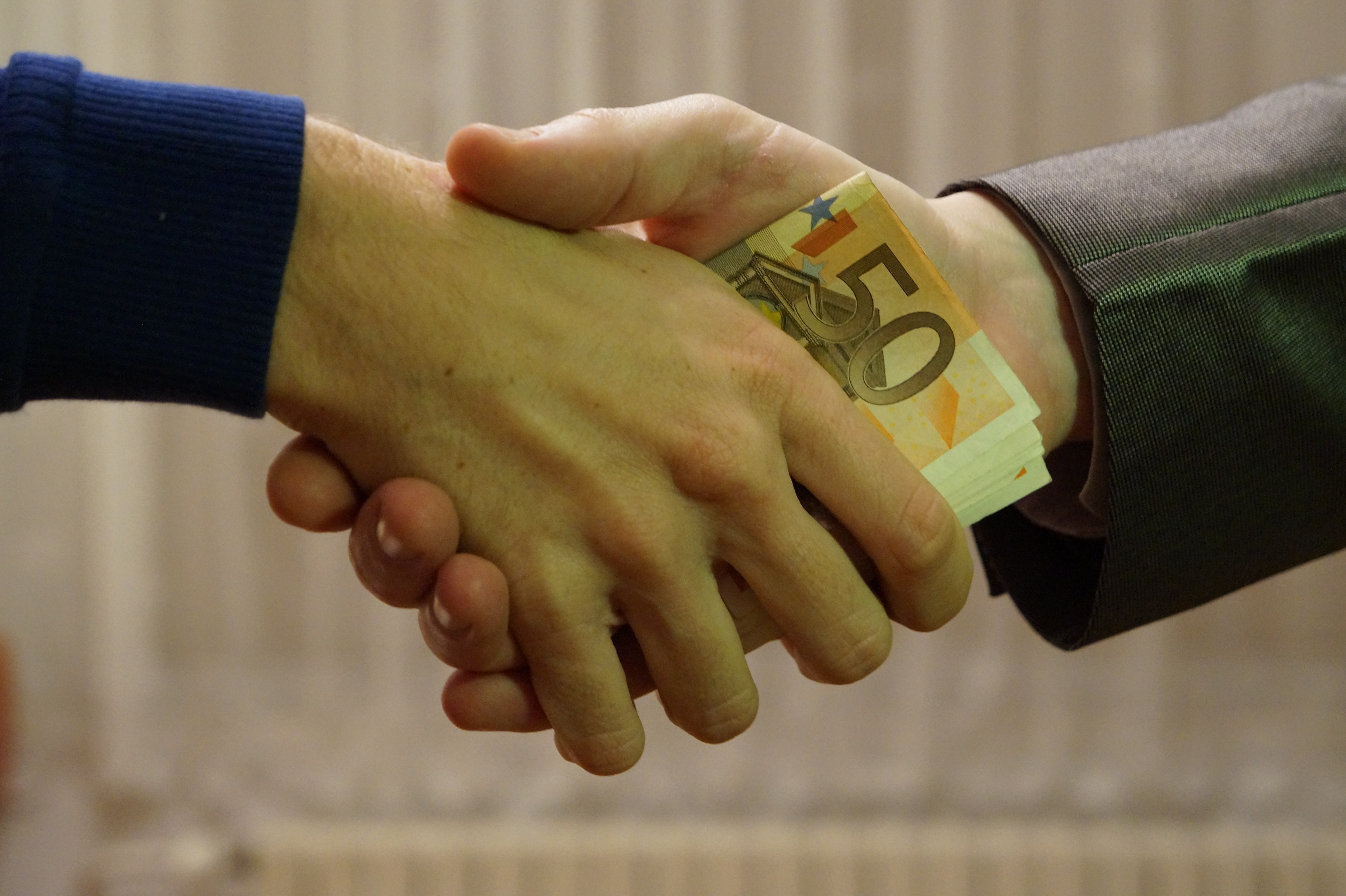
Хабар

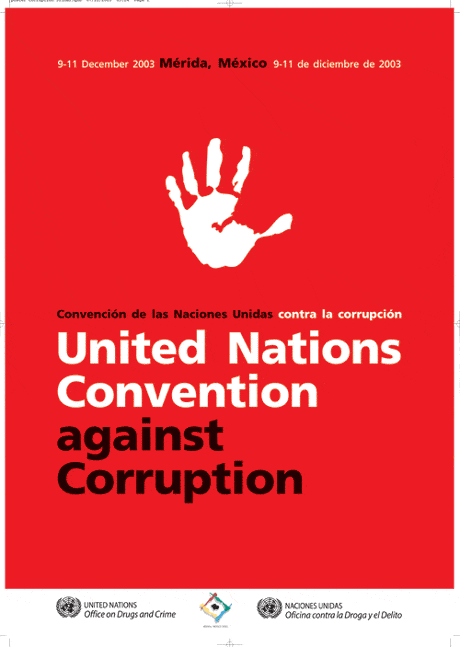
Конвенція ООН проти корупції

Хаба́р (від араб. خَبَر — «новина, повідомлення»), заст. базари́нка, басари́нка, ви́рва — гроші або інші матеріально цінні речі, які передаються посадовій особі для її стимулювання діяти в інтересах особи, що передає його, або в інтересах третіх осіб. Дії з передачі і прийняття хабаря в Україні та інших країнах, протизаконні й підпадають під дію Кримінального кодексу і ряду інших, закріплених законодавчо, засад іноземного права.

## Етимологія
Слово «хабар» увійшло до української мови через тур. haber від араб. خَبَر, що означає «новина, повідомлення». Зсув семантики міг відбутися на підставі значення «плата за повідомлення».

### Синоніми
Рале́ць — подарунок, або хабар у вигляді подарунка.
Відкат — це специфічний різновид хабаря (англ. kickback). Неофіційна назва частини коштів, які виділяються на виконання робіт за державним замовленням, що їх виконавець замовлення на подяку за одержання цього замовлення, роботи повертає замовникові в особі чиновника, керівника державного органу; існують різні форми повернення коштів замовникам з боку виконавців замовлення, наприклад, зарахування замовників до числа виконавців конкретної роботи на замовлення та виплату їм заробітної плати з коштів, отриманих від замовника на виконання роботи за рахунок завищення обсягів або недоплати реальним виконавцям.

## Характеристика поняття
Різні країни по різному підходять до визначення поняття хабар.
- У Японії, з урахування багатовікових традицій, не заведено відмовлятися від подарунків, тому що це буде принижувати дарувальника.[джерело?]
- У таких країнах, як Філіппіни, Індія і більшість латиноамериканських країн, існують жорсткі соціальні ієрархії і є велика різниця в економічному, і що більш важливо, соціальному  статусі між групами людей. У таких умовах, ці елітні класи людей звільняються від правил, стандартів, яких повинні дотримуватися інші, що дозволяє їм мати в собі і активну хабарницьку  діяльність зокрема.[джерело?]
- У слаборозвинених країнах, як правило, спостерігається тенденція отримання так званих «чайових», що значно підвищує  продуктивність діяльності низькооплачуваних чиновників, що уже сприймається як належне, і часто є необхідним для підтримки їхнього життєвого рівня[6].

### Україна
В Україні хаба́р — гроші або інші матеріально цінні речі, котрі даруються посадовій особі для її стимулювання діяти в інтересах особи, що передає його. Іноді хабарем може стати якась незначна послуга чи допомога у розв'язанні якогось потрібного питання, а високий рівень використання хабарів у суспільстві називається корупцією. Хабарництво за своєю сутністю є суспільно небезпечним явищем, яке не тільки шкодить правовому функціонуванню держави, а й підриває довіру громадян до органів влади.
Об'єктом є гроші або інші матеріально цінні речі, або обіцянка здійснити чи навпаки утриматися від певних дій.
Об'єктивна сторона злочину полягає в одержанні хабаря у будь-якому вигляді. Одержання хабаря означає прийняття службовою особою незаконної винагороди за виконання чи невиконання в інтересах того, хто дає хабаря, чи в інтересах третьої особи будь-якої дії з використанням наданої їй влади чи службового становища. Хабар може даватися хабародавцем службовій особі особисто, або через посередника. Способи давання-одержання хабаря можуть бути різноманітними і для кваліфікації одержання хабаря значення не мають, але вони тісно пов'язані з питанням про предмет хабаря. Одержання хабаря вважається закінченим з моменту, коли службова особа прийняла хоча б частину хабаря. Якщо ж службова особа виконала певні дії, спрямовані на одержання хабаря, але не одержала його з причин, які не залежали від її волі, вчинене нею слід кваліфікувати як замах на одержання хабаря. Відповідальність за одержання хабаря настає тільки за умови, якщо службова особа одержала його за виконання або невиконання в інтересах того, хто дає хабаря, або третьої особи будь-якої дії з використанням наданої їй влади чи службового становища. Одержання службовою особою хабаря від особи, яка діє з метою її викриття, звільняється від кримінальної відповідальності з підстав, передбачених законом. Не буде складу цього злочину й у випадку одержання незаконної винагороди не у зв'язку з реалізацією можливостей, обумовлених посадою, а за виконання суто професійних функцій (наприклад, вручення матеріальних цінностей чи грошей лікарю за вдало проведену операцію).
Суб'єктом одержання хабаря може бути лише службова особа.
Суб'єктивна сторона одержання хабаря характеризується лише прямим умислом і наявністю корисливого мотиву. Особливістю суб'єктивної сторони складу цього злочину є тісний зв'язок між умислом хабарника і умислом хабародавця. Змістом умислу першого повинно охоплюватися, крім іншого, усвідомлення того, що хабародавець розуміє сутність того, що відбувається, і усвідомлює факт незаконного одержання службовою особою винагороди. Якщо особа, надаючи службовій особі незаконну винагороду, з тих чи інших причин не усвідомлює, що вона дає хабар (наприклад, у зв'язку з обманом чи зловживанням довірою), вона не може нести відповідальність за давання хабаря, а службова особа — за одержання хабаря. Дії службової особи, яка, одержуючи гроші чи інші цінності начебто для передачі іншій службовій особі як хабар, мала намір їх привласнити, слід кваліфікувати не за ст. 368, а за відповідними частинами ст. ст. 190 і 364 як шахрайство і зловживання владою чи службовим становищем, а за наявності для того підстав — і за відповідними частинами статей 27, 15 і 369 (підбурювання до замаху на давання хабаря).

## Способи протидії

### Україна
Одним із важливих аспектів сучасної державної правової політики в Україні є реформування системи запобігання і протидії корупції.
З 2011 року в Україні функціонує принципово нова антикорупційна система, яка має переважно превентивний характер і орієнтована на створення в суспільстві ефективних механізмів попередження корупції. Реформа антикорупційної системи розпочалася у 2011 році із створенням Президентом України Національного антикорупційного комітету та подальшого прийняття низки законодавчих актів, серед яких ключовим є Закон України «Про засади запобігання і протидії корупції».
Основні напрямки державної антикорупційної політики закріплені у Національній антикорупційній стратегії на 2011—2015 роки, схваленій Указом Президента України від 21 жовтня 2011 року № 1001. Форми та методи реалізації Стратегії визначені у Державній програмі щодо запобігання і протидії корупції на вказаний період, яка затверджена постановою Кабінету Міністрів України від 28 листопада 2011 року № 1240.
Одночасно із Законом України «Про засади запобігання і протидії корупції» набрав чинності Закон України «Про внесення змін до деяких законодавчих актів України щодо відповідальності за корупційні правопорушення», яким визначено склади злочинів у сфері службової діяльності та професійної діяльності, а також порушено проблема хабарництва, створено Проєкт Закону України  від 25.01.2012 р. N 9749, «Про внесення змін до Кримінального кодексу України (щодо протидії хабарництву)».

### Світ
На теренах сучасного міжнародного законодавчого закріплення норм протидії хабарництву, значне місце займає Конвенція по боротьбі з хабарництвом ОЕСР (офіційно Конвенція про боротьбу з підкупом іноземних посадових осіб при здійсненні міжнародних комерційних угод). Конвенція про ОЕСР спрямована на зниження корупції в країнах, що розвиваються, шляхом заохочення санкції проти хабарництва у міжнародних ділових операціях. Його мета полягає у створенні по-справжньому рівних умов в сьогоднішньому  міжнародному бізнессередовищі. Станом на травень 2013 року, 40 країн ратифікували або приєдналися до Конвенції.
Також значну роль займає так зване локальне законодавче врегулювання на державному рівні, які містять різного роду уточнення, зокрема:
- Найбільш жорстку з усіх країн норму щодо  так званих «подарунків» встановлено у США: там член законодавчої гілки влади може отримувати їх за умови, що їхня вартість не перевищує 50 доларів США.
- Мексика, мабуть, є єдиною країною, де встановлено верхню межу вартості подарунків, які дозволено отримувати членам законодавчого органу. На відміну від Сполучених Штатів, у Туреччині й Мексиці дозволені подарунки, що не перевищують десяти мінімальних заробітних плат.
- У Республіці Корея заборонено отримувати подарунки, вартість яких перевищує звичайні й усталені стандарти, а в Іспанії, щоб отримати подарунок, потрібен дозвіл комітету з питань етики.
- Решта країн дозволяють необмежене отримання подарунків на будь-яку суму, якщо подарунок не є платою за дії депутата як законодавця. Проте у більшості досліджуваних країн докладне повідомлення про отримання подарунків є обов'язковим[21].

У цілому варто зазначити, що більшість держав Європи привели своє національне законодавство у сфері боротьби з корупцією у відповідність з вимогами Конвенції про корупцію у контексті кримінального права (ЕТ5 173, 27 січня 1999 р.), Конвенції ООН проти корупції (31 жовтня 2003 р.), з урахуванням Програми дій проти корупції (1996 р.), Конвенції про цивільноправову відповідальність за корупцію (1999 р.). Додаткового протоколу до Конвенції про корупцію у контексті кримінального права (2000 р.), а також Декларації ООН про боротьбу з корупцією і хабарництвом у міжнародних комерційних операціях (16 грудня 1996 р.).

## Провокація хабаря
Більшість кримінальних кодексів європейських країн не мають окремої норми, яка б передбачала відповідальність за подібні діяння, а окремі навіть містять заохочувальні норми щодо такої поведінки. Провокація хабаря у більшості країн не визнається як самостійний вид злочину, а включається до складу інших злочинів як пов'язаних, так і непов'язаних з хабарництвом. Встановлення такої відповідальності є переважно превентивним заходом, спрямованим насамперед на запобігання зловживань при формуванні доказів обвинувачення працівниками правоохоронних органів, а існування та зміст провокації хабаря залежить від розвитку оперативно-розшукових заходів боротьби зі злочинністю, а також їх безпосередньому закріпленні у законодавстві тієї чи іншої країни.
Кримінальний кодекс України визначає хабарництво як родове поняття, яке охоплює три пов'язані між собою склади злочинів: одержання хабаря (ст. 368 КК) та давання хабаря (ст. 369 КК). До хабарництва примикає провокація хабаря (ст. 370 КК).
Кримінальний кодекс Литви (гл. XXXIII «Злочини і кримінальні проступки проти державної служби та публічних інтересів») хабарництвом визнає не лише прийняття хабаря, а й обіцянку прийняти його або укладення договору про прийняття останнього, а так само вимагання хабаря та провокацію до його давання за законну дію чи бездіяльність при виконанні повноважень.
У Кримінальному кодексі Німеччини, § 331 «Отримання і давання хабаря» Розділу 28 «Посадові злочини» містяться положення щодо правомірності провокації хабаря, зокрема «якщо суб'єкт приймає зажадану ним вигоду реально або у вигляді обіцянки, отримавши при цьому попередню згоду компетентних органів … його діяння безкарні».
Кримінальний кодекс Франції у Книзі IV. Злочини й проступки проти нації, держави та суспільного спокою, Розділі III. Зазіхання на здійснення державної влади, Глави II. Про зазіхання на державне управління, здійсненне публічними посадовими особами лише визначає однакове покарання щодо хабарництва, не розкриваючи його форми, а лише визначаючи окремі способи злочинних дій.
Цікавими є положення п. 3.2. ст. 319 «Одержання хабаря» Кримінального кодексу Італії, згідно з якими «якщо у результаті діянь посадової особи обвинуваченому виноситься несправедливий вирок до позбавлення волі на строк не більше 5 років, то винна посадова особа карається позбавленням волі від 4 до 12 років. Якщо обвинуваченому виноситься незаконний вирок до позбавлення волі на строк понад 5 років або до каторжних робіт, то винна посадова особа карається позбавленням волі від 6 до 20 років.» Хоча ці положення і не містять прямої вказівки на провокацію хабаря, але у свої основі «несправедливий» або незаконний вирок можуть бути винесені у наслідок неправомірних дії з нею пов'язаних.
Кримінальний кодекс США не має положень про відповідальність за провокацію хабаря.